# Fête de la récolte

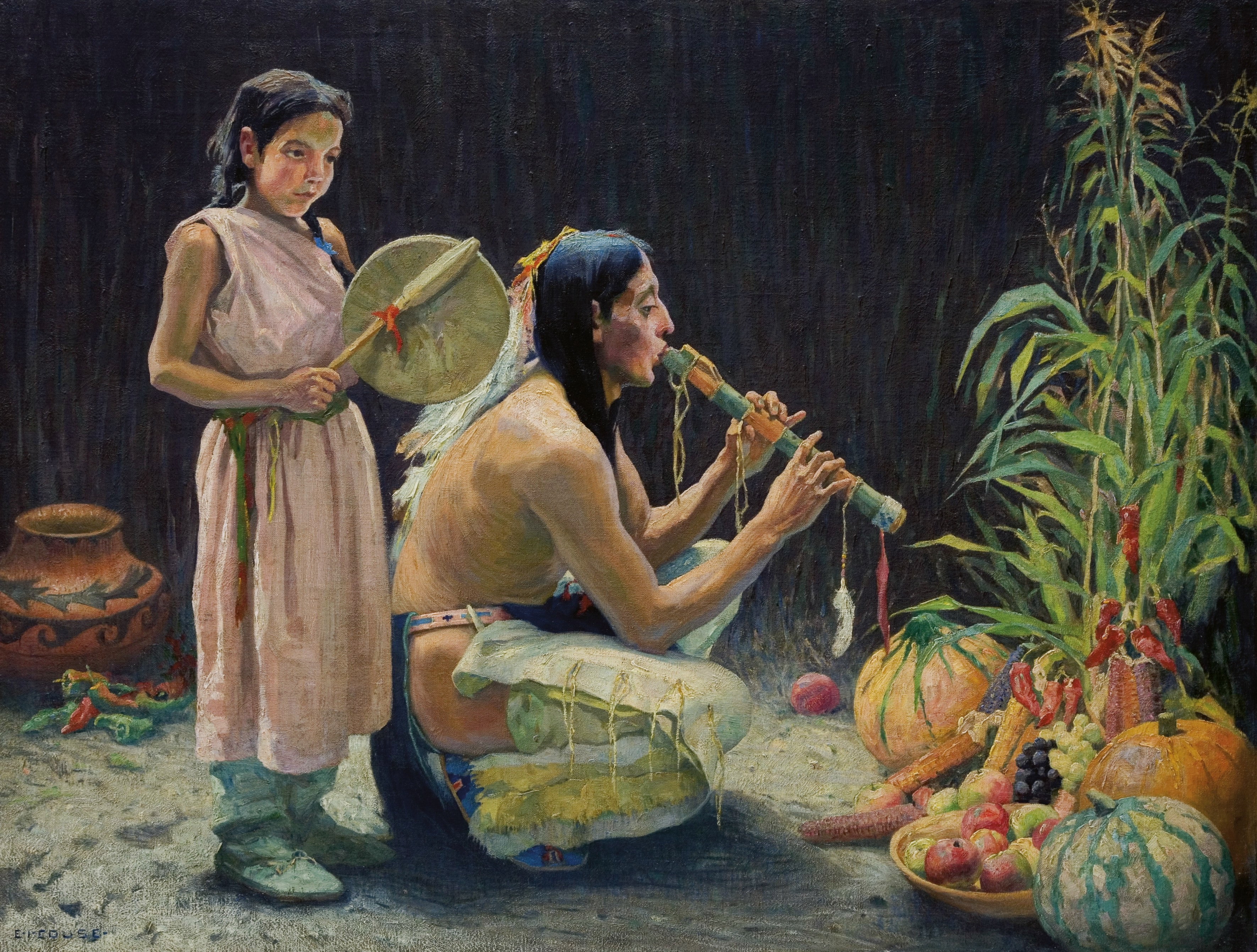
Le chant de la récolte chez les Amérindiens, toile d'Eanger Irving Couse, v. 1920.

Une fête de la récolte est une célébration annuelle qui a lieu à l'apogée de la récolte dans une région donnée. Au vu des différences de climat et de cultures à travers le monde, différentes fêtes de la récolte peuvent être célébrées à des moments différents à travers le monde.
Une fête de la récolte se manifeste typiquement par des manifestations joyeuses, familiales et publiques, avec des mets à base des cultures arrivées à maturité à l'époque de la fête. L'abondance de la nourriture et l'absence de nécessité de travailler dans les champs se retrouvent dans les thèmes de l'ensemble de ces fêtes, à travers le monde.

## Approche sociologique
Les fêtes des récoltes qui font partie des rituels apotropaïques et propitiatoires pour favoriser leur prospérité, étaient fréquentes jusque dans la seconde moitié du XXe siècle dans des sociétés de subsistance (fêtes religieuses grecques annuelles antiques de la Kronia (en), fêtes romaines des Sementivae (en), Robigalia, Lupercales et Saturnales, Chavouot dans la tradition juive, fêtes chrétiennes de Saint Marc et des Rogations…). Ces société redoutaient en effet les dégâts sur les plantes cultivées (aléas climatiques, attaques de ravageurs de plantes…). Analogues aux anciens rituels de fécondité adressés aux dieux du feu et aux déesses de la fertilité, elles ouvrent ou terminent une période de travail (comme les fêtes de la Saint-Jean ou les Rogations) et font une large place aux symbolismes du feu (feux de joie, jeux avec des torches, processions aux chandelles ou aux flambeaux).

## Les fêtes de la récolte de par le monde

### Europe
- Dożynki (Pologne), Dožínky (Tchéquie)
- Erntedankfest (Allemagne, le premier dimanche d'octobre; Autriche, le deuxième dimanche de septembre). Le troisième Reich nazi célébrait la fête de la moisson du Reich le dimanche suivant la Saint Michel[3] .
- Festa e Grurit (« Fête du blé, » anciennement célébré en Albanie sous le régime communiste)
- Freyfaxi (Islande et pays scandinaves, ancienne célébration païenne nordique, où se déroulaient des blót, des courses de chevaux, des jeux martiaux, et d'autres festivités, souvent dédiées au dieu Freyr)
- Harvest festival (Royaume-Uni) (Royaume-Uni, célébrée lors de la pleine lune la plus proche de l'équinoxe d'automne)
  - Le Harvest Festival est célébré en août à Timoleague (Irlande)
- Mabon (Wicca, second de trois sabbats de la récolte, célébré à l'équinoxe d'automne)
- Mhellia (Île de Man)
- Lammas (Angleterre, Écosse, Pays de Galles)

### Amérique du Nord
- Thanksgiving (célébré le quatrième jeudi de novembre aux États-Unis) ou Action de grâce (le second lundi d'octobre au Canada).
- Harvest Festival (États-Unis) (fête chrétienne, 31 octobre)
- Duneland Harvest Festival (Porter (Indiana), dernier weekend de septembre)
- Annual Harvest Festival (Prosser (Washington), le 4e week-end de septembre)
- Épluchette de blé d'Inde (mois d'août ou septembre) au Quebec et Acadie

### Afrique
- Guetna (juillet), fête de la cueillette des dattes en Mauritanie[4]
- Ikore (Tribu des Yorubas, Nigeria)
- Santa-bary (mai), fête de la moisson du riz à Madagascar.

### Moyen-orient
- Souccot (fête juive de 7 ou 8 jours, célébrée à partir du 15e jour du septième mois biblique)
- Prémices (fête juive où l'on offre à Dieu les premières gerbes de la récolte selon la bible dans le livre du lévitique chapitre XXIII)
- Mehregan (en) (Perse, 2 octobre, célébré de nos jours sous une forme différente)
- Hasyl toýy (Turkménistan, dernier dimanche de novembre).

### Asie
- Fête de la mi-automne (Chine, le 15e jour du huitième mois lunaire)
- Chuseok (Corée, le 15e jour du huitième mois lunaire)
- Dongmaeng (Corée)
- Niiname-sai (Japon)

#### Asie du Sud
- Bhogali Bihu: (Assam, mi-janvier)
- Lohri (Penjab et Inde du Nord, vers le début de janvier)
- Nabanna(région du Bengale)
- Onam (Kerala, août-septembre)
- Pongal (Tamil Nadu, mi-janvier)
- Sankranthi (Karnataka, Andhra Pradesh, Maharashtra, Madhya Pradesh et Uttar Pradesh, mi-janvier)
- Solung (tribu des Adi, Arunachal Pradesh, célébré pendant neuf jours entre juin et juillet)
- Festival Dree (tribu des Apatani, Arunachal Pradesh, du 4 au 7 juillet)
- Khuado Pawi (célébré par les Chin, un groupe ethnique du Myanmar, dont certains sont installés en Inde, aux États-Unis et ailleurs dans le monde).
- Vaisakhi (Penjab et Inde du Nord, mi-avril)
- Nouvel an sinhala et tamil (Sri Lanka, mi-avril)

#### Asie du Sud-est
- Flores de Mayo (Philippines, festival des fleurs, célébré par les chrétiens en mai)
- Pahiyas (Philippines, festival du riz, célébré par les chrétiens à la mi-mai)
- Gawai Dayak (Malaisie, 1er juin)
- Kaamatan (Sabah, Malaisie, 30-31 mai)
- Maras Taun (Belitung, Indonésie)
- Tết Trung Thu (Vietnam, le 15e jour du huitième mois lunaire)